# Joseph von Spaun
Joseph Ritter von Spaun (a partir de 1859 Joseph Freiherr von Spaun) (11 de novembre de 1788 – 25 de novembre de 1865) fou un noble austríac, un regidor Imperial i Reial, director de la loteria, i ciutadà honorari de Viena i Cieszyn. És més conegut per la seva amistat amb el compositor Franz Schubert.

## Família
Joseph von Spaun provenia de la família Spaun, originaris de Suàbia, on apareix esmentat Bartholomäus Spaun en documents de 1583-1593 entre pagesos i filadors de fils. La família, que provenien de Deisenhausen (Günzburg) feren fortuna a Linz. Joseph era fill de Franz Xaver Ritter von Spaun (1756-1804) –un regidor reial i Síndic Estatal Imperial a l'Àustria Superior– i la vídua Josepha Steyrer von Riedenburg (1757-1835). El seu germà fou l'historiador i folklorista Anton Ritter von Spaun (1790-1849).
Spaun es casà el 14 d'abril de 1828 a Viena amb Franziska Roner Edle von Ehrenwert (17 de juliol de 1795 – 31 de gener de 1890), filla del landholder i capità de l'exèrcit Joseph Roner Edler von Ehrenwert. El fill que tingueren fou l'Almirall Hermann von Spaun.
Va accedir a la noblesa austríaca el 25 d'agost de 1859, i li van concedir l' Adelsbrief (certificat de noblesa) el 2 de novembre de 1859. Va obtenir el títol de Freiherr (Baró).

## Vida
Von Spaun estudià dret des de 1806 a 1809 a la Universitat de Viena i va entrar a formar part del servei civil. En el seminari de Viena va conèixer Franz Schubert, vuit anys més jove que ell, i van desenvolupar un gran amistat durant tota la seva vida. Spaun donà suport financer a Schubert, i va fer possible que el jove compositor assistís a l'òpera i al teatre. El patronatge va durar fins al final de la vida de Schubert; Spaun allotjà la darrera Schubertíada a la que assistí el compositor, el 28 de gener de 1828.
Von Spaun fou nomenat ciutadà honorari de Viena el 18 de maig de 1841.